# Paprotnica górska
Paprotnica górska (Cystopteris montana) – gatunek paproci należący do rodziny paprotnicowatych.

## Morfologia
Roślina trwała, z długim, czołgającym się kłączem. Liście 3- lub 4-krotnie pierzasto złożone, o trójkątnym zarysie, długości do 40 cm. Dolne pary listków dłuższe od kolejnych, wyżej położonych par. Zarodnikuje od lipca do sierpnia.

## Biologia i ekologia
Rośnie na zacienionych, wilgotnych skałach wapiennych w Tatrach i Karpatach Wschodnich od regla dolnego po piętro alpejskie.